# 初星学園2nd Single
『初星学園2nd Single』（はつぼしがくえんセカンドシングル）は、2025年3月12日から3週連続でリリースされるキャラクターソングCDシリーズ。

## 概要
「学園アイドルマスター」のキャラクターソングCDシリーズ第4弾。初ツアーで披露されたソロ曲と初ツアー各公演の開催に合わせてリリースされた楽曲のソロバージョンを収録する。パッケージイラストは本番直前のステージ裏をテーマにしており、1st Singleシリーズ同様14cm×25cmの紙製ケースを使用している。また、ASOBI STOREでは9種セットBOXの予約販売が期間限定で実施された。

## Boom Boom Pow
2025年3月12日発売。花海咲季の2ndシングル。
収録曲
歌：花海咲季（長月あおい）
1. Boom Boom Pow
作詞・編曲：KENTZ、作曲：KENTZ・ERECA
2. EGO
作詞・作曲・編曲：kijibato（Dream Monster）
3. がむしゃらに行こう！ [花海咲季 Solo ver.]
作詞：SHOW（Digz, Inc. Group）、作曲：SHOW・Mitsu.J（Digz, Inc. Group）、編曲：Mitsu.J（Digz, Inc. Group）
4. Howling over the World [花海咲季 Solo ver.]
作詞・作曲・編曲：烏屋茶房
5. ミラクルナナウ(ﾟ∀ﾟ)！ [花海咲季 Solo ver.]
作詞・作曲・編曲：YUC'e
6. Boom Boom Pow（Off Vocal）
7. EGO（Off Vocal）
8. がむしゃらに行こう！ （Off Vocal）
9. Howling over the World（Off Vocal）
10. ミラクルナナウ(ﾟ∀ﾟ)！（Off Vocal）

## アイヴイ
2025年3月12日発売。月村手毬の2ndシングル。
収録曲
歌：月村手毬（小鹿なお）
1. アイヴイ
作詞・作曲・編曲：ツミキ
2. Unhappy Light
作詞・作曲・編曲：Aira（Dream Monster）
3. がむしゃらに行こう！ [月村手毬 Solo ver.]
4. Howling over the World [月村手毬 Solo ver.]
5. ミラクルナナウ(ﾟ∀ﾟ)！ [月村手毬 Solo ver.]
6. アイヴイ（Off Vocal）
7. Unhappy Light（Off Vocal）
8. がむしゃらに行こう！ （Off Vocal）
9. Howling over the World（Off Vocal）
10. ミラクルナナウ(ﾟ∀ﾟ)！（Off Vocal）

## Yellow Big Bang!
2025年3月12日発売。藤田ことねの2ndシングル。
収録曲
歌：藤田ことね（飯田ヒカル）
1. Yellow Big Bang!
作詞：やぎぬまかな、作曲・編曲：瀬尾祥太郎（MONACA）
2. ふわふわ
作詞：品川樹、作曲：加藤弘也、編曲：須藤幽玄・加藤弘也
3. がむしゃらに行こう！ [藤田ことね Solo ver.]
4. Howling over the World [藤田ことね Solo ver.]
5. ミラクルナナウ(ﾟ∀ﾟ)！ [藤田ことね Solo ver.]
6. Yellow Big Bang!（Off Vocal）
7. ふわふわ（Off Vocal）
8. がむしゃらに行こう！ （Off Vocal）
9. Howling over the World（Off Vocal）
10. ミラクルナナウ(ﾟ∀ﾟ)！（Off Vocal）

## コントラスト
2025年3月19日発売。篠澤広の2ndシングル。
収録曲
歌：篠澤広（川村玲奈）
1. コントラスト
作詞：佐々木恵梨、作曲：佐々木恵梨・鵜飼大幹・中村ヒロ、編曲：中村ヒロ
2. コンテンポラリのダンス
作詞・作曲・編曲：真島ゆろ
3. がむしゃらに行こう！ [篠澤広 Solo ver.]
4. Howling over the World [篠澤広 Solo ver.]
5. ミラクルナナウ(ﾟ∀ﾟ)！ [篠澤広 Solo ver.]
6. コントラスト（Off Vocal）
7. コンテンポラリのダンス（Off Vocal）
8. がむしゃらに行こう！ （Off Vocal）
9. Howling over the World（Off Vocal）
10. ミラクルナナウ(ﾟ∀ﾟ)！（Off Vocal）

## 日々、発見的ステップ！
2025年3月19日発売。倉本千奈の2ndシングル。
収録曲
歌：倉本千奈（伊藤舞音）
1. 日々、発見的ステップ！
作詞・作曲・編曲：椿山日南子（Dream Monster）
2. ときめきのソルフェージュ
作詞：Cocoro.（Dream Monster）、作曲・編曲：田熊知存（Dream Monster）
3. がむしゃらに行こう！ [倉本千奈 Solo ver.]
4. Howling over the World [倉本千奈 Solo ver.]
5. ミラクルナナウ(ﾟ∀ﾟ)！ [倉本千奈 Solo ver.]
6. 日々、発見的ステップ！（Off Vocal）
7. ときめきのソルフェージュ（Off Vocal）
8. がむしゃらに行こう！ （Off Vocal）
9. Howling over the World（Off Vocal）
10. ミラクルナナウ(ﾟ∀ﾟ)！（Off Vocal）

## Feel Jewel Dream
2025年3月19日発売。有村麻央の2ndシングル。
収録曲
歌：有村麻央（七瀬つむぎ）
1. Feel Jewel Dream
作詞・作曲・編曲：DÉ DÉ MOUSE
2. Top Secret
作詞・作曲・編曲：SHOW（Digz, Inc. Group）
3. がむしゃらに行こう！ [有村麻央 Solo ver.]
4. Howling over the World [有村麻央 Solo ver.]
5. ミラクルナナウ(ﾟ∀ﾟ)！ [有村麻央 Solo ver.]
6. Feel Jewel Dream （Off Vocal）
7. Top Secret （Off Vocal）
8. がむしゃらに行こう！ （Off Vocal）
9. Howling over the World（Off Vocal）
10. ミラクルナナウ(ﾟ∀ﾟ)！（Off Vocal）

## L.U.V
2025年3月26日発売。姫崎莉波の2ndシングル。
収録曲
歌：姫崎莉波（薄井友里）
1. L.U.V
作詞・作曲：諭吉佳作/men、編曲：倉内達矢
2. 歌声は君いろ
作詞：栗山健太・渡辺ほのか、作曲・編曲：田中ひなの（IKW）
3. がむしゃらに行こう！ [姫崎莉波 Solo ver.]
4. Howling over the World [姫崎莉波 Solo ver.]
5. ミラクルナナウ(ﾟ∀ﾟ)！ [姫崎莉波 Solo ver.]
6. L.U.V（Off Vocal）
7. 歌声は君いろ（Off Vocal）
8. がむしゃらに行こう！ （Off Vocal）
9. Howling over the World（Off Vocal）
10. ミラクルナナウ(ﾟ∀ﾟ)！（Off Vocal）

## カクシタワタシ
2025年3月26日発売。紫雲清夏の2ndシングル。
収録曲
歌：紫雲清夏（湊みや）
1. カクシタワタシ
作詞・作曲・編曲：東優太
2. Kira Kira
作詞：Chica、作曲：Dirty Orange（Digz, Inc. Group）・MOMONADY・Chica、編曲：Dirty Orange（Digz, Inc. Group）
3. がむしゃらに行こう！ [紫雲清夏 Solo ver.]
4. Howling over the World [紫雲清夏 Solo ver.]
5. ミラクルナナウ(ﾟ∀ﾟ)！ [紫雲清夏 Solo ver.]
6. カクシタワタシ（Off Vocal）
7. Kira Kira（Off Vocal）
8. がむしゃらに行こう！ （Off Vocal）
9. Howling over the World（Off Vocal）
10. ミラクルナナウ(ﾟ∀ﾟ)！（Off Vocal）

## 極光
2025年3月26日発売。葛城リーリヤの2ndシングル。
収録曲
歌：葛城リーリヤ（花岩香奈）
1. 極光
作詞・作曲・編曲：重永亮介
2. Fragile Heart
作詞・作曲・編曲：アッシュ井上（Dream Monster）
3. がむしゃらに行こう！ [葛城リーリヤ Solo ver.]
4. Howling over the World [葛城リーリヤ Solo ver.]
5. ミラクルナナウ(ﾟ∀ﾟ)！ [葛城リーリヤ Solo ver.]
6. 極光（Off Vocal）
7. Fragile Heart（Off Vocal）
8. がむしゃらに行こう！ （Off Vocal）
9. Howling over the World（Off Vocal）
10. ミラクルナナウ(ﾟ∀ﾟ)！（Off Vocal）